# Serie A1 femenina de balonmano
El campeonato se estructura en dos fases. La primera consiste en una liga única con partidos de ida y vuelta. Al finalizar esta etapa, se da paso a una segunda fase con play-offs para decidir el título y play-outs para determinar el descenso a la Serie A2 .
En la segunda fase, cada equipo conserva los puntos obtenidos durante la primera fase. El equipo que finalice en el último lugar de la segunda fase descenderá a la Serie A2 en la siguiente temporada. Por otro lado, los equipos que se clasifiquen del 1.º al 4.º puesto al final de la primera fase participarán en los play-offs por el campeonato.

## Palmarés
El palmarés de la Serie A y la Serie A1 femenina de balonmano en Italia tiene el siguiente palmarés:
| Edizione | Vincitore             |
| -------- | --------------------- |
| 1969-70  | AICS Roma             |
| 1970-71  | Pallamano CUS Roma    |
| 1971-72  | Scuola Germanica Roma |
| 1972-73  | Scuola Germanica Roma |
| 1973-74  | Montello Roma         |
| 1974-75  | Del Tongo Arezzo      |
| 1975-76  | Lem Roma              |
| 1976-77  | Del Tongo Roma        |
| 1977-78  | SSV Brixen            |
| 1978-79  | SSV Brixen            |
| 1979-80  | Mercury Bologna       |
| 1980-81  | SSV Brixen            |
| 1981-82  | SSV Brixen            |
| 1982-83  | SSV Brixen            |
| 1983-84  | SSV Brixen            |
| 1984-85  | SSV Brixen            |
| 1985-86  | Cassano Magnago       |
| 1986-87  | Cassano Magnago       |
| 1987-88  | Cassano Magnago       |
| 1988-89  | Cassano Magnago       |
| 1989-90  | Cassano Magnago       |
| 1990-91  | Cassano Magnago       |
| 1991-92  | Cassano Magnago       |
| 1992-93  | Cassano Magnago       |
| 1993-94  | Cassano Magnago       |
| 1994-95  | Cassano Magnago       |
| 1995-96  | Cassano Magnago       |
| 1996-97  | Rimini                |
| 1997-98  | Rimini                |
| 1998-99  | De Gasperi            |
| 1999-00  | EOS Siracusa          |
| 2000-01  | Dossobuono            |
| 2001-02  | De Gasperi            |
| 2002-03  | Sassari               |
| 2003-04  | Salerno               |
| 2004-05  | Sassari               |
| 2005-06  | Sassari               |
| 2006-07  | Sassari               |
| 2007-08  | Sassari               |
| 2008-09  | Sassari               |
| 2009-10  | PDO Salerno           |
| 2010-11  | PDO Salerno           |
| 2011-12  | Teramo                |
| 2012-13  | PDO Salerno           |
| 2013-14  | PDO Salerno           |
| 2014-15  | Amatori Conversano    |
| 2015-16  | Amatori Conversano    |
| 2016-17  | PDO Salerno           |
| 2017-18  | PDO Salerno           |
| 2018-19  | PDO Salerno           |
| 2019-20  | cancelada             |
| 2020-21  | PDO Salerno           |
| 2021-22  | SSV Brixen            |
| 2022-23  | PDO Salerno           |
| 2023-24  | SSV Brixen            |

## Estadística

### Resumen de victorias por club
| Número | Club                     | Anni                                                                                              |
| ------ | ------------------------ | ------------------------------------------------------------------------------------------------- |
| 11     | Cassano Magnago          | 1985-86, 1986-87, 1987-88, 1988-89, 1989-90, 1990-91, 1991-92, 1992-93, 1993-94, 1994-95, 1995-96 |
| 9      | SSV Brixen               | 1977-78, 1978-79, 1980-81, 1981-82, 1982-83, 1983-84, 1984-85, 2021-22, 2023-24                   |
| 9      | PDO Salerno              | 2009-10, 2010-11, 2012-13, 2013-14, 2016-17, 2017-18, 2018-19, 2020-21, 2022-23                   |
| 6      | Sassari                  | 2002-03, 2004-05, 2005-06, 2006-07, 2007-08, 2008-09                                              |
| 2      | Amatori Conversano       | 2014-15, 2015-16                                                                                  |
| 2      | De Gasperi               | 1998-99, 2001-02                                                                                  |
| 2      | Jomsa Rimini             | 1996-97, 1997-98                                                                                  |
| 2      | Pallamano Del Tongo Roma | 1974-75, 1976-77                                                                                  |
| 2      | Scuola Germanica Roma    | 1971-72, 1972-73                                                                                  |
| 1      | Teramo                   | 2011-2012                                                                                         |
| 1      | Salerno                  | 2003-04                                                                                           |
| 1      | Dossobuono               | 2000-01                                                                                           |
| 1      | Pallamano EOS Siracusa   | 1999-00                                                                                           |
| 1      | Mercury Bologna          | 1979-80                                                                                           |
| 1      | Lem Roma                 | 1975-76                                                                                           |
| 1      | Montello Roma            | 1973-74                                                                                           |
| 1      | Pallamano CUS Roma       | 1970-71                                                                                           |
| 1      | AICS Roma                | 1969-70                                                                                           |